# Josef Arthold
Josef Arthold (* 9. April 1934 in Hausbrunn; † 30. Juli 2002 in Wien) war ein österreichischer Politiker (ÖVP) und Berufsschuldirektor. Er war zwischen 1986 und 1994 Abgeordneter zum Nationalrat.

## Ausbildung und Beruf
Arthold wurde als ältester von drei Söhnen einer alteingesessenen Bauernfamilie geboren. Nach dem Abschluss der Pflichtschule besuchte er die Lehrerbildungsanstalt der Schulbrüder in Strebersdorf und arbeitete danach von 1953 und 1956 als Lehrer der Übungsvolksschule der Erzdiözese Wien. Danach war Arthold bis 1968 als Lehrer an verschiedenen gewerblichen und kaufmännischen Berufsschulen tätig. Zudem war Arthold von 1956 bis 1961 als pädagogischer Betreuer am Stadtschulrat für Wien tätig und wurde 1968 zum Direktor an der Berufsschule für Großhandel II in Wien ernannt.

## Politik
Arthold engagierte sich in der Lehrervertretung und war von 1964 bis 1972 Landesobmann der ÖAAB-Berufsschullehrer in Wien. Zudem übte er von 1968 bis 1972 das Amt des Fraktionsführers der Fraktion Christlicher Gewerkschafter der Berufsschullehrer Österreichs aus. Des Weiteren war Arthold ab 1985 Landesobmann-Stellvertreter des ÖAAB Wien und wurde 1973 zum Bezirksobmann der ÖVP-Favoriten gewählt. Er vertrat die ÖVP zwischen 1971 und 1986 im Wiener Landtag und Gemeinderat und hatte ab 1983 dort die Funktion des Vorsitzenden inne. Zudem war Arthold ab 1983 Landesparteiobmann-Stellvertreter der ÖVP Wien.
Zwischen dem 17. Dezember 1986 und dem 4. November 1990 sowie zwischen dem 18. Dezember 1990 und dem 6. November 1994 vertrat Arthold die ÖVP im Nationalrat. Zu seinen politischen Schwerpunkten gehörten die Themen Umwelt, Jugend und Sport. Zudem gründete Arthold den Union Süd Wien und war jahrzehntelanger Funktionär der Wiener Austria. Er wurde am Wiener Zentralfriedhof bestattet.

## Ehrungen
- 1993: Großes Silbernes Ehrenzeichen für Verdienste um die Republik Österreich[2]
- Goldenes Ehrenzeichen für Verdienste um das Land Wien
- Ehrenmitglied und Träger des Diamantenen Ehrenzeichens des FK Austria
- Im Jahr 2011 wurde in Wien-Favoriten (10. Bezirk) die Artholdgasse nach ihm benannt.